# Anja Mikus
Anja Mikus (geboren 1956 in Kassel) ist eine deutsche Investmentexpertin und seit Juni 2017 Vorstandsvorsitzende und Chief Investment Officer des staatlichen Fonds zur Finanzierung der kerntechnischen Entsorgung (KENFO).

## Leben und Wirken
Anja Mikus stammt aus der Familie eines Fuhrunternehmers und Spediteurs, wo sie schon früh lernte, unternehmerisch zu denken. Sie studierte von 1981 bis 1986 in Göttingen an der Georg-August-Universität Betriebswirtschaftslehre und schloss das Studium als Diplom-Kauffrau ab. Im Anschluss arbeitete sie für zwei Jahre für Wandel & Goltermann im Bereich Finanzplanung und Bilanzierung, bevor sie nach Stuttgart zog und als Wertpapieranalystin bei der Allianz Lebensversicherungs-AG ihre Karriere fortsetzte. Dort arbeitete sie bis zum Jahr 2000, ab 1995 als Leiterin des Portfoliomanagement und ab 1998 als Geschäftsführerin bei der Allianz Kapitalanlagegesellschaft in München.
2000 wechselte sie als Managing Director, und somit Mitglied der Geschäftsführung, zur Allianz Pimco Asset Management. Bereits ein Jahr später wechselte Mikus im Bereich Privatfonds als Geschäftsführerin und Segmentleiterin für Portfoliomanagement zu Union Investment. Für Union Investment verwaltete Mikus eine Summe von ca. 250 Milliarden Euro. 2013 beendete Mikus ihre dortige Beschäftigung und nahm ein Sabbatical.
2014 wurde Mikus Geschäftsführerin und Chief Investment Officer bei Arabesque und 2015 wurde sie Mitglied im Aufsichtsrat der Commerzbank im Prüfungs- und Sozialausschuss. Sie beendete ihre Tätigkeit bei Arabesque im Mai 2017. Im Juni 2017 übernahm sie die Leitung des Fonds zur Finanzierung der kerntechnischen Entsorgung (KENFO). Der KENFO ist eine Stiftung des öffentlichen Rechts im Geschäftsbereich des Bundesministerium für Wirtschaft und Klimaschutz, die die von den Stromerzeugern eingezahlten Gelder in Höhe von ca. 24 Milliarden Euro für die Finanzierung der Entsorgung der radioaktiv belasteten Materialien aus dem Betrieb der deutschen Kernkraftwerke verwalten und auf dem Kapitalmarkt anlegen soll.
Anja Mikus wurde zunächst interimsweise für sechs Monate bestellt und erhielt 2017 einen Dreijahresvertrag, der inzwischen bis 2026 verlängert wurde.